# إنفاذ القانون

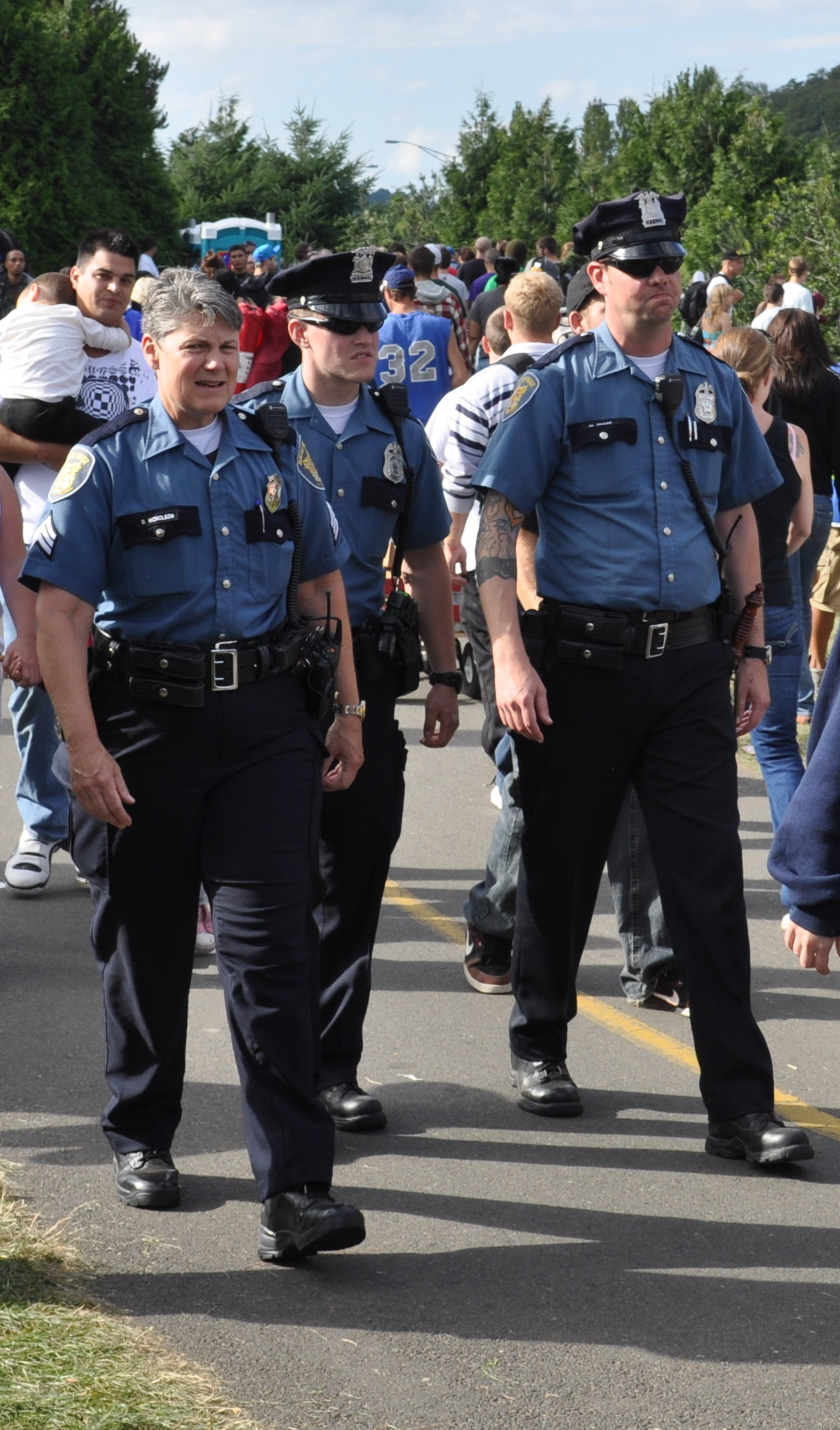
ضباط إدارة شرطة سياتل (SPD) في دورية في سياتل هيمبفيست.

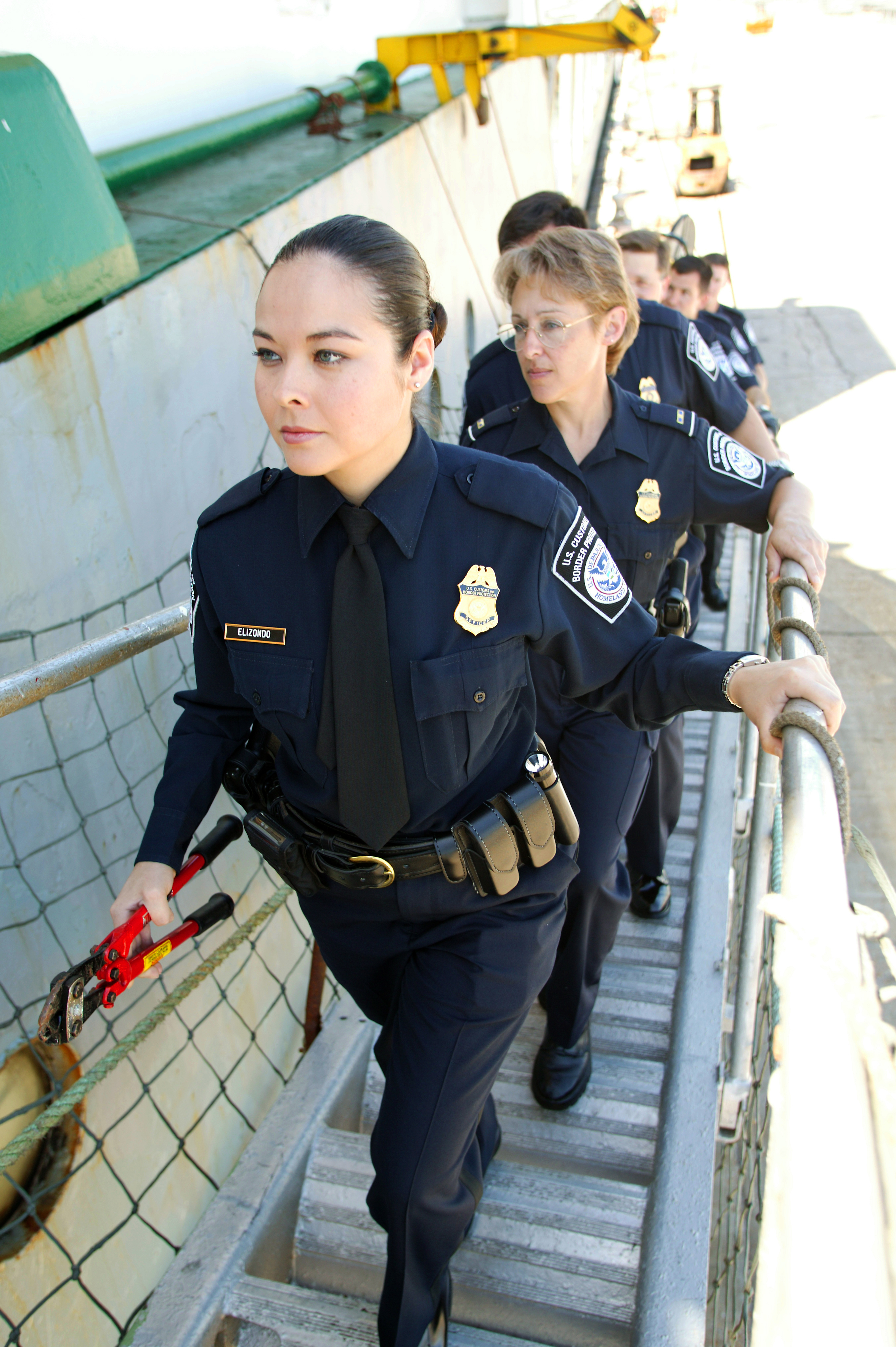
ضباط الجمارك وحماية الحدود الأمريكية يستقلون سفينة.

إنفاذ القانون هو أي نظام يتصرف من خلاله بعض أعضاء الحكومة بطريقة منظمة لفرض القانون من خلال اكتشاف أو ردع أو إعادة تأهيل أو معاقبة الأشخاص الذين ينتهكون القواعد والمعايير التي تحكم هذا المجتمع. على الرغم من أن المصطلح يشمل كيانات مثل المحاكم والإصلاحيات، فإنه يتم تطبيقه في كثير من الأحيان على أولئك الذين يشاركون مباشرة في دوريات أو مراقبة لثني واكتشاف النشاط الإجرامي، وأولئك الذين يحققون في الجرائم ويعتقلون الجناة،  مهمة تنفذها عادة الشرطة، شريف أو أي هيئة أخرى لإنفاذ القانون. على الرغم من أن إنفاذ القانون قد يكون أكثر اهتمامًا بمنع الجرائم والمعاقبة عليها، إلا أن المنظمات موجودة لتثبيط مجموعة واسعة من الانتهاكات غير الجنائية للقواعد والأصول، والتي يتم تنفيذها من خلال فرض عقوبات أقل حدة. هناك أيضًا وحدات مختلفة في إدارات الشرطة المختلفة، بما في ذلك "Undercover"، و"Detective"، و"CID"، و"Gang Task Force"، و "Task Force Force"، و"Enusted Enforcement" (انظر ضابط الحراسة)، وهذا يختلف من اختصاص إلى الاختصاص القضائي.

## التنظيم
يتم تنفيذ معظم إنفاذ القانون من قبل نوع من وكالة إنفاذ القانون، مع الوكالة الأكثر تقليدية التي تؤدي هذا الدور هي الشرطة. يمكن أن يكون الاستثمار الاجتماعي في الإنفاذ من خلال هذه المنظمات هائلاً، سواء من حيث الموارد المستثمرة في النشاط، أو في عدد الأشخاص المهنيين بأداء هذه الوظائف.
تميل وكالات إنفاذ القانون إلى العمل ضمن ولاية قضائية محددة. في بعض الحالات، قد يتداخل الاختصاص بين المنظمات؛ على سبيل المثال، في الولايات المتحدة، لكل ولاية أذرعها الخاصة بإنفاذ القانون على مستوى الولاية، لكن مكتب التحقيقات الفيدرالي قادر على العمل ضد أنواع معينة من الجرائم التي تحدث في أي ولاية. قد يكون لشتى قطاعات المجتمع المتخصصة ترتيباتها الداخلية الخاصة بإنفاذ القانون. على سبيل المثال، العسكرية مثل الشرطة العسكرية.